# Харрис, Уильям Уэйд
Уильям Уэйд Харрис (1860—1929) — известный либерийский афро-христианский проповедник из народа гребо, значительное число христиан в Либерии, Кот-д’Ивуаре и Гане до сих пор являются последователями Харриса.

## Биография
Принял христианство в возрасте около двадцати лет. В 1910 году за участие в восстании попал в тюремное заключение. В тюрьме Харрис испытал видение на религиозную тему. В 1913 году выйдя из заключения надев белую одежду и чалму, начал проповедовать, неся с собой Библию, деревянный крест и тыквенную погремушку, как символ африканского характера его миссии.